# Дэвидоу, Джеффри
Джефри Дэвидоу (англ. Jeffrey Davidow, р. 26.01.1944, Бостон, штат Массачусетс) — американский дипломат. Принадлежит к Демпартии США.
Окончил Массачусетский университет (1965, бакалавр искусств) и Миннесотский университет (1967, магистр искусств).
На дипломатической работе с 1969 года.
В 1988—1990 годах посол США в Замбии.
В 1993—1996 годах посол США в Венесуэле.
В 1998—2002 годах посол США в Мексике.